# 日本の宗教家一覧
日本の宗教家一覧（にっぽんのしゅうきょうかいちらん）は、特に日本の新宗教を中心に、近代の著名な宗教家の一覧を作成する。

## 近代・現代

### あ行
- 明石順三（灯台社―現ものみの塔聖書冊子協会）
- 秋谷栄之助（創価学会）
- 秋山日浄（日蓮正宗）
- 暁烏敏（真宗大谷派）
- 浅井昭衛（冨士大石寺顕正会）
- 麻原彰晃（本名・松本智津夫、オウム真理教）
- 朝比奈宗源（臨済宗円覚寺派）
- 阿部信彰（日蓮正宗）
- 阿部日顕（日蓮正宗）
- 葦津珍彦（神道系）
- 池田大作（創価学会）
- 池田博正（創価学会）
- 池田尊弘（創価学会）
- 池田勇諦（真宗大谷派）
- 井出国子（天理世界教・朝日神社）
- 伊藤証信（無我苑）
- 伊藤真乗（真如苑）
- 伊藤友司（真如苑）
- 稲飯定雄（大山ねずの命神示教会）
- 井上円了（真宗大谷派）
- 今泉定助（神道系）
- 岩下壮一（キリスト教カトリック系）
- 植松愛子（ワールドメイト開祖）
- 植村環（キリスト教プロテスタント系）
- 植村正久（キリスト教プロテスタント系）
- 内村鑑三（キリスト教無教会）
- 江川桜堂（日蓮会殉教衆青年党）
- 江原万里（キリスト教無教会）
- 海老名弾正（キリスト教プロテスタント系）
- 大石日法（日蓮正宗）
- 大川隆法（幸福の科学）
- 大草一男（日蓮正宗妙観講）
- 大谷光真（浄土真宗本願寺派）
- 大谷光瑞（浄土真宗本願寺派）
- 大谷光暢（真宗大谷派）
- 大谷尊由（浄土真宗本願寺派）
- 大槻武二（聖イエス会）
- 鴻雪爪（御嶽教）
- 大西愛治郎（ほんみち）
- 大西良慶（北法相宗）
- 大村日統（日蓮正宗）
- 大森曹玄（臨済宗天竜寺派）
- 岡田光玉（世界真光文明教団・崇教真光）
- 岡田茂吉（世界救世教）
- 岡田恵珠（崇教真光）
- 小川耕一郎（八楽会教団）
- 沖野岩三郎（キリスト教プロテスタント系）
- 奥野秀道（第57世圓満院門跡）
- 奥六兵衛（天輪王明誠教団）
- 押川方義（キリスト教プロテスタント系）
- 小原日悦（日蓮正宗）
- 尾林日至（日蓮正宗）

### か行
- 賀川豊彦（キリスト教プロテスタント系）
- 柿沼日明（日蓮正宗）
- 柏木義円（キリスト教プロテスタント系）
- 金井南龍（神道系）
- 金森通倫（キリスト教プロテスタント系、衆議院議員石破茂の母方の曽祖父）
- 河口慧海（在家仏教）
- 川合清丸（神道・禅・儒教）
- 川瀬カヨ（天地正教）
- 川面凡児（神道系）
- 勝澤洋（イスラム教）
- 香取繁右衛門（香取金光教）
- 北澤優子（ケロヨンクラブ）
- 紀野一義（真如会）
- 木村熊二（キリスト教プロテスタント系）
- 木辺圓慈（真宗木辺派門主）
- 清沢満之（真宗大谷派）
- 桐山靖雄（阿含宗）
- 久保角太郎（霊友会）
- 久保継成（霊友会）
- 黒崎幸吉（キリスト教無教会）
- 黒住宗忠（黒住教）
- 五井昌久（白光真宏会）
- 小崎弘道（キリスト教プロテスタント系）
- 小谷喜美（霊友会）
- 小松原賢誉（真言宗豊山派）
- 金光鑑太郎（金光教）
- 金光四神（金光教）
- 金光大神（金光教）
- 金光浩道（金光教）
- 金光平輝（金光教）

### さ行
- 斉藤惣一（キリスト教青年会）
- 佐伯定胤（法相宗）
- 酒井勝軍（キリスト教・天津教）
- 坂本勝重 （キリスト教プロテスタント系）（日本イエス・キリスト教団） （郡山キリスト共同教会）
- 貞広日文（日蓮正宗）
- 佐藤日学（日蓮正宗）
- 佐藤日栄（日蓮正宗）
- 佐藤日成（日蓮正宗）
- 佐野経彦（神理教）
- 椎名日澄（日蓮正宗）
- 璽光尊（璽宇）
- 塩沢大定（臨済宗南禅寺派元管長）
- 島田武典（転臨教）
- 島地黙雷（浄土真宗本願寺派）
- 釈宗演（臨済宗円覚寺派）
- 白柳誠一（カトリック枢機卿）
- 上祐史浩（ひかりの輪）
- 菅野日龍（日蓮正宗）
- 鈴木大拙（臨済宗円覚寺派）
- 関口榮（世界真光文明教団）
- 瀬戸日謙（日蓮正宗）
- 妹尾義郎（新興仏教青年同盟）
- 千家尊福（出雲大社教）
- 曽我量深（真宗大谷派）
- 千眼美子（清水富美加） （幸福の科学）
- 佐藤範雄（金光教宿老金光学園創立者）

### た行
- 高野日深（日蓮正宗）
- 高野日海（日蓮正宗）
- 高野日安（日蓮正宗）
- 高橋信次（GLA総合本部）
- 高橋佳子（GLA総合本部）
- 高森顕徹（浄土真宗親鸞会）
- 田口芳五郎（カトリック枢機卿）
- 多川俊映（法相宗興福寺管長）
- 竹内巨麿（皇祖皇太神宮天津教）
- 武田敏男（箱根大天狗山神社）
- 武田範之（曹洞宗）
- 武見日恕（日蓮宗）
- 田澤清四郎（松緑神道大和山）
- 田澤清喜（松緑神道大和山）
- 多田鼎（真宗大谷派)
- 田中智學（国柱会）
- 谷口雅春（生長の家）
- 千種日健（日蓮正宗）
- 千乃裕子（千乃正法）
- 塚本虎二（キリスト教無教会）
- 筑波藤麿（神道系）
- 柘植不知人（キリスト教プロテスタント系）
- 出口王仁三郎（大本）
- 出口なお（大本）
- 手島郁郎（原始福音・キリストの幕屋）
- 土居崎日裕（日蓮正宗）
- 土井辰雄（カトリック枢機卿）
- 戸田城聖（日蓮正宗・創価学会）
- 友清歓真（神道天行居）

### な行
- 中田重治（キリスト教プロテスタント系）（日本ホーリネス教会）
- 中山正善（天理教）
- 中山みき（天理教）
- 中山康直（竹内文書系）
- 長沼妙佼（立正佼成会）
- 南条文雄（真宗大谷派）
- 南部利昭（神道：靖國神社宮司）
- 新島襄（キリスト教プロテスタント系）
- 西田天香（一燈園）
- 庭野日敬（立正佼成会）
- 野村日修（日蓮正宗）

### は行
- 波木井坊竜尊（日蓮宗葵講）
- 波瀬善雄（霊波之光）
- 濱尾文郎（カトリック枢機卿）
- 早瀬日慈（日蓮正宗）
- 早瀬日如（日蓮正宗）
- 原田稔（創価学会）
- 平田貫一（神道系）
- 平山省斎（神道大成教）
- 廣池千九郎（モラロジー研究所）
- 深見東州（ワールドメイト教祖）
- 福永法源（法の華三法行）
- 藤井武（キリスト教無教会）
- 藤井日達（日本山妙法寺大僧伽）
- 藤本日潤（日蓮正宗）
- 舟喜麟一（キリスト教プロテスタント系）
- 北条浩（創価学会）
- 細井珪道（日蓮正宗）
- 細井日達（日蓮正宗）
- 堀日亨（日蓮正宗）
- 堀米日淳（日蓮正宗）
- 本田弘慈（キリスト教プロテスタント系）
- 本多庸一（日本メソジスト教会）

### ま行
- 前川日秀（日蓮正宗）
- 前川日順（日蓮正宗）
- 牧口常三郎（創価学会）
- 松平永芳（神道系）
- 松長有慶（高野山真言宗）
- 松村介石（道会）
- 丸岡文乗（自称・正信会）
- 御木徳一（PL教団）
- 丸子寛仁（曹洞宗）
- 水島公正（日蓮正宗）
- 水谷日昇（日蓮正宗）
- 三田了一（イスラム教・日本ムスリム協会（JMA）2代目会長）
- 光久日康（日蓮正宗）
- 村上専精（真宗大谷派）
- 村瀬明道尼（臨済宗）
- 森日出子（大山ねず命神示教会）
- 森山諭 （キリスト教プロテスタント系）（日本イエス・キリスト教団） （荻窪栄光教会）
- 真弓常忠（神道・住吉大社宮司）

### や行
- 八木日照（日蓮正宗）
- 山室軍平（救世軍日本支部）
- 山本玄峰（臨済宗妙心寺派）
- 山本鈴美香（神山会）
- 横井時雄（キリスト教プロテスタント派）
- 吉岡弘毅（キリスト教プロテスタント派・長老派教会）
- 善川三朗（幸福の科学）
- 吉田日勇（日蓮正宗）

### わ行
- 渡辺日容（日蓮正宗）